# Besenyszög
Besenyszög város Jász-Nagykun-Szolnok vármegyében, a Szolnoki járásban.

## Fekvése
Szolnok északi szomszédságában fekszik, attól 16,5 kilométerre, Jászladánytól 18, Tiszasülytől pedig 20 kilométer távolságra.
A közvetlenül határos települések: észak felől Tiszasüly, északkelet felől Hunyadfalva és Kőtelek, kelet felől Csataszög, délkelet felől Törökszentmiklós és Tiszapüspöki, dél felől Szajol, délnyugat felől Szolnok, nyugat felől Zagyvarékas és Szászberek, északnyugat felől pedig Jászladány.
Több kisebb-nagyobb külterületi lakott rész tartozik hozzá, ezek jobbára a település központjától déli-délkeleti irányban helyezkednek el.

### Megközelítése
Csak közúton érhető el, Szolnok és a környező jászsági települések irányából is a 3225-ös úton. Keleti külterületeit átszeli még a Csataszög-Kőtelek felé vezető 3224-es út is.
Határszélét délen átszeli az M4-es autóút is, amelynek itt egyetlen kisebb pihenőhelye van.

## Története
A község nevét a Besen nevű vízfolyásról kapta. Ez az elnevezés a besenyő nép emlékét őrzi. A terület már a neolitikum idején is lakott volt. A mai település 1771 és 1774 között alakult ki négy elpusztult középkori faluból. A község határa 1944-ben, Szolnok közelsége miatt, jelentős hadi események színtere volt.
A faluban a házak egy része még őrzi a régi népi építészet tornác nélküli, fűrészes oromzatú jellegét.
2011. május 25-én felavatták a település rovásos helynévtábláját.
2013. július 15. napján városi címet kapott a köztársasági elnöktől.

## Közélete

### Polgármesterei
- 1990–1994: Boros Emil (független)[5]
- 1994–1998: Boros Emil (független)[6]
- 1998–2002: Balogh Zoltán (független)[7]
- 2002–2006: Balogh Zoltán (független)[8]
- 2006–2010: Balogh Zoltán (független)[9]
- 2010–2014: Balogh Zoltán (független)[10]
- 2014–2019: Balogh Zoltán (független)[11]
- 2019–2024: Balogh Zoltán (független)[12]
- 2024– : Balogh Zoltán (független)[1]

## Népesség
A település népességének változása:
| Lakosok száma | 3358 | 3318 | 3279 | 3217 | 3118 | 3107 | 3107 |
|               | 2013 | 2014 | 2017 | 2021 | 2022 | 2023 | 2024 |

2001-ben a település lakosságának közel 100%-a magyar nemzetiségűnek vallotta magát.
A 2011-es népszámlálás során a lakosok 87%-a magyarnak, 0,6% németnek mondta magát (12,9% nem nyilatkozott; a kettős identitások miatt a végösszeg nagyobb lehet 100%-nál). A vallási megoszlás a következő volt: római katolikus 56,8%, református 2,1%, görögkatolikus 0,2%, felekezeten kívüli 15,2% (24,6% nem nyilatkozott).
2022-ben a lakosság 94,1%-a vallotta magát magyarnak, 0,4% cigánynak, 0,3% németnek, 0,1-0,1% lengyelnek, ruszinnak és görögnek, 2,1% egyéb, nem hazai nemzetiségűnek (5,9% nem nyilatkozott; a kettős identitások miatt a végösszeg nagyobb lehet 100%-nál). Vallásuk szerint 41,2% volt római katolikus, 1,4% református, 0,4% görög katolikus, 0,6% egyéb keresztény, 0,8% egyéb katolikus, 19% felekezeten kívüli (36,5% nem válaszolt).

## Nevezetességei
A késő barokk stílusú római katolikus templom 1783–86 között épült Eszterházy Károly egri püspök megbízásából, Francz József tervei alapján. A szentély késő barokk stílusú mennyezetképe 1790 körül készült.
A barokk főoltárt Steinhauser Antal szobrász alkotta, az 1787-ben keletkezett oltárképet pedig Huszár Károly egri festőművész. A főoltár tabernákuluma és a padok 18. századi barokk munkák, a szószék viszont a 19. század első felében készült klasszicista stílusban. A jelenlegi oltárképet a város szülötte Chiovini Ferenc Munkácsy-díjas festőművész festette, címe: Keresztelő Szent János megkereszteli Jézust.

## Híres emberek
- Itt született 1899. november 16-án Chiovini Ferenc festőművész.

## Képgaléria

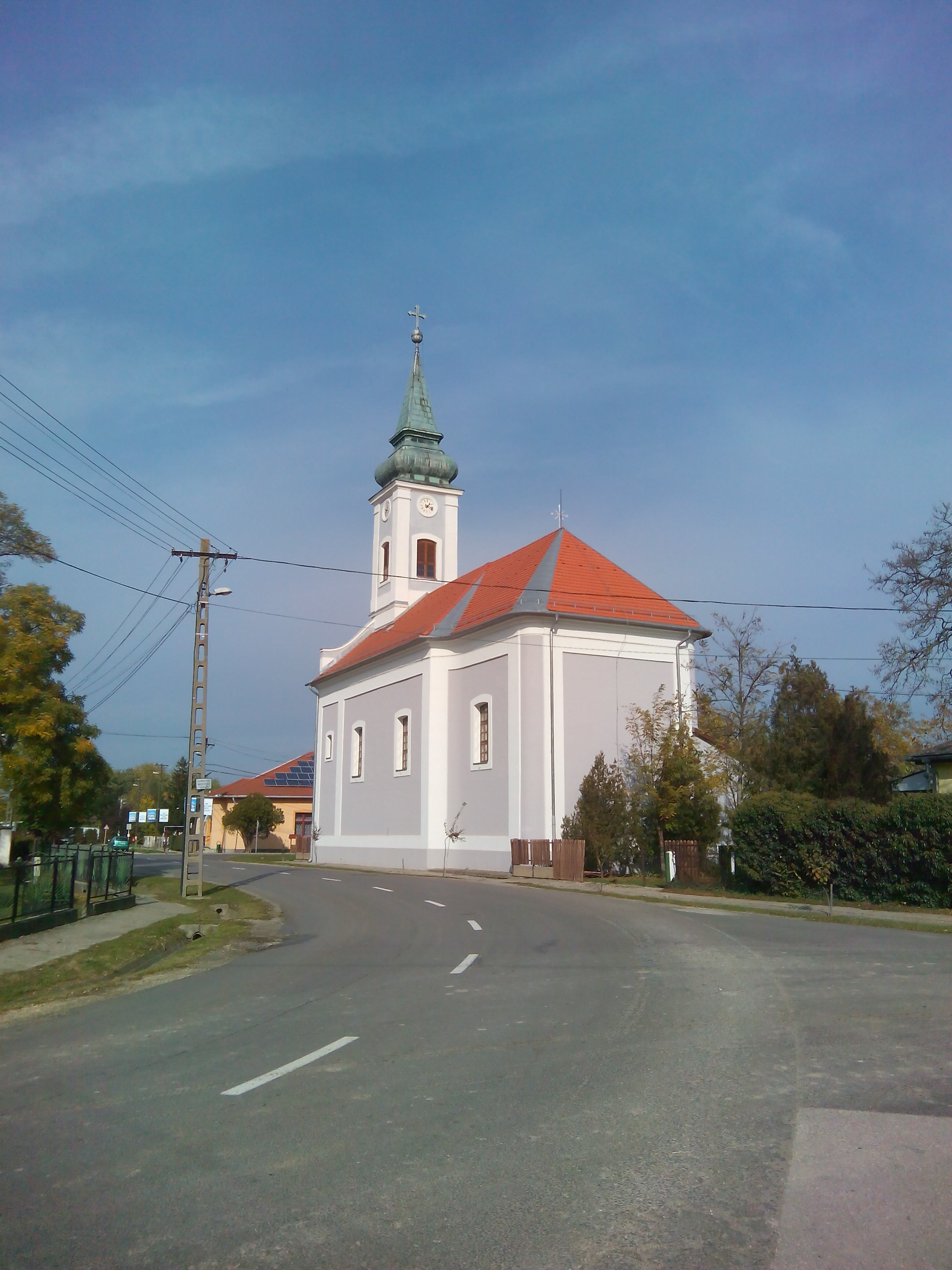
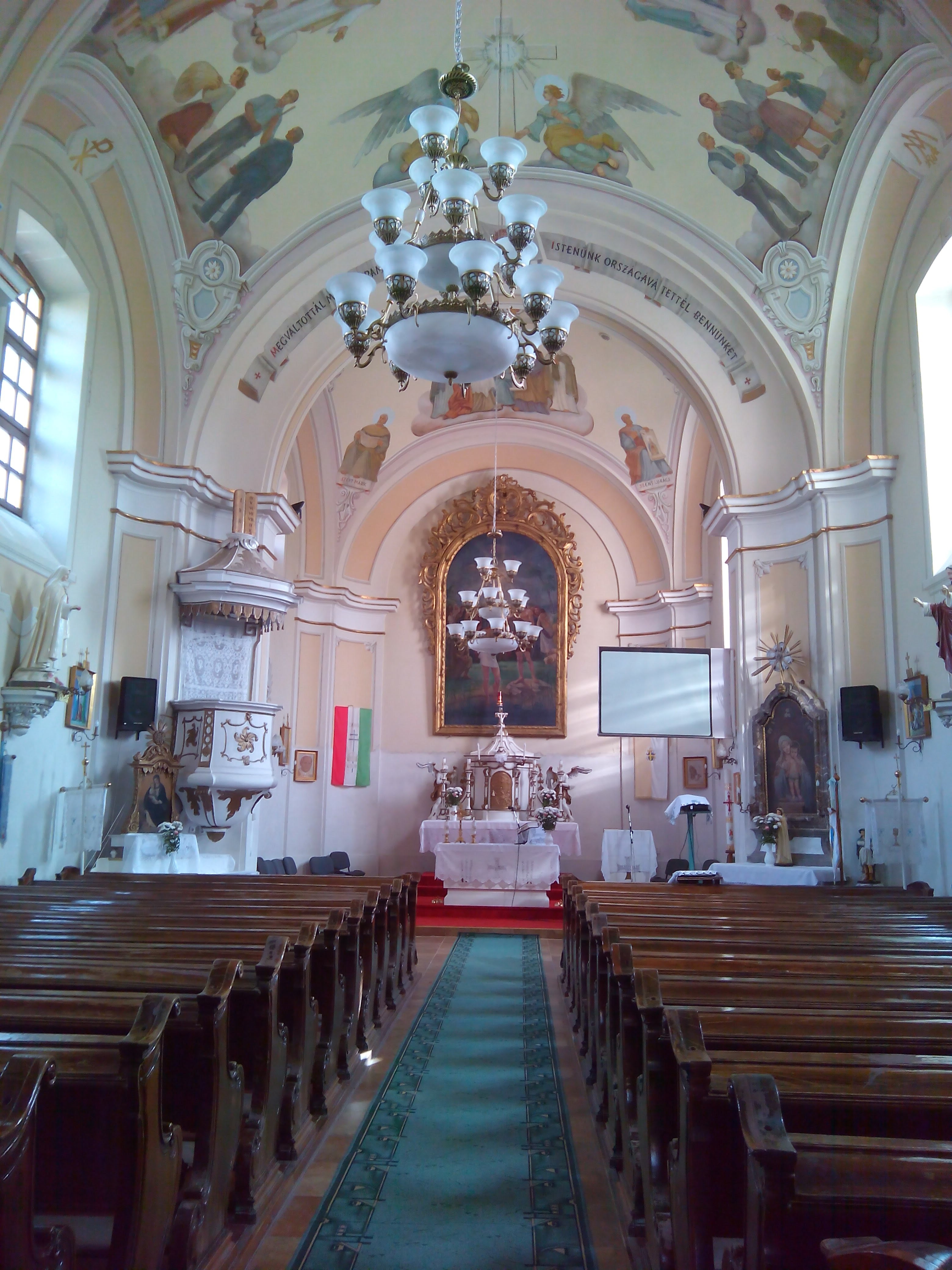
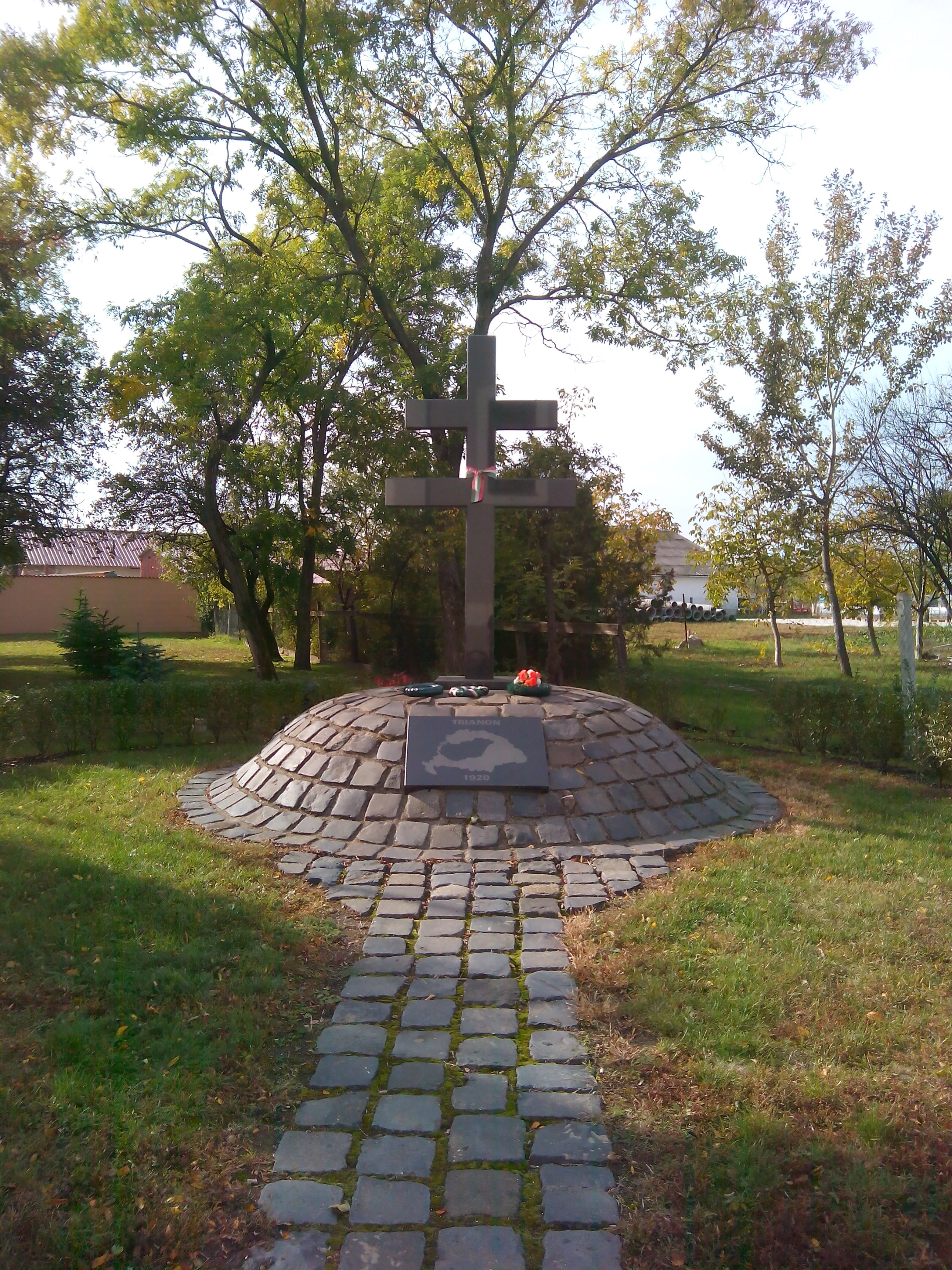
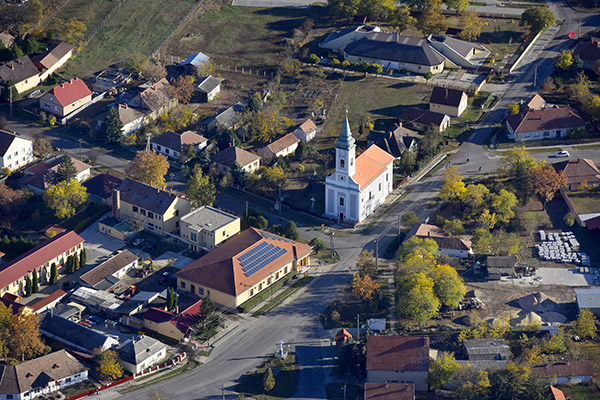
Katolikus templom (Besenyszög) – légi fotó
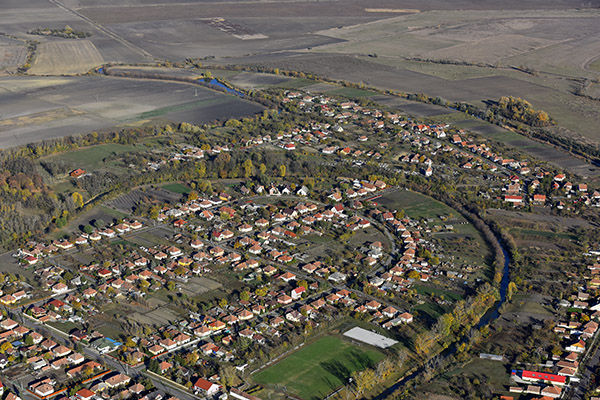
Besenyszög látképe a magasból